# V389 Волопаса
V389 Волопаса (лат. V389 Boötis) — двойная затменная переменная звезда типа Беты Лиры (EB) в созвездии Волопаса на расстоянии приблизительно 2657 световых лет (около 815 парсеков) от Солнца. Видимая звёздная величина звезды — от +12,8m до +12,45m. Орбитальный период — около 0,3974 суток (9,5377 часов).

## Характеристики
Первый компонент — жёлто-белая звезда спектрального класса F. Радиус — около 1,49 солнечного, светимость — около 4,906 солнечных. Эффективная температура — около 7040 K.
Второй компонент — жёлто-белая звезда спектрального класса F.